# Мали Поповић
Мали Поповић је насељено место града Јагодине у Поморавском округу. Према попису из 2022. има 265 становника (према попису из 2011. било је 377 становника).
Овде се налазе Запис орах на раскрсници (Мали Поповић), Запис Милићевића дуд (Мали Поповић) и Запис липа на раскрсници (Мали Поповић).

## Демографија
У насељу Мали Поповић живи 368 пунолетних становника, а просечна старост становништва износи 45,8 година (45,5 код мушкараца и 46,1 код жена). У насељу има 121 домаћинство, а просечан број чланова по домаћинству је 3,68.
Ово насеље је великим делом насељено Србима (према попису из 2002. године), а у последња три пописа, примећен је пад у броју становника.
|  |

| Демографија | Демографија | Демографија |
| Година      | Становника  | Становника  |
| ----------- | ----------- | ----------- |
| 1948.       | 662         |             |
| 1953.       | 680         |             |
| 1961.       | 653         |             |
| 1971.       | 619         |             |
| 1981.       | 565         |             |
| 1991.       | 510         | 479         |
| 2002.       | 445         | 487         |
| 2011.       | 377         |             |
| 2022.       | 265         |             |

| Етнички састав према попису из 2002.‍ | Етнички састав према попису из 2002.‍ | Етнички састав према попису из 2002.‍ | Етнички састав према попису из 2002.‍ | Етнички састав према попису из 2002.‍ |
| ------------------------------------ | ------------------------------------ | ------------------------------------ | ------------------------------------ | ------------------------------------ |
|                                      |                                      |                                      |                                      |                                      |
| Срби                                 | Срби                                 |                                      | 439                                  | 98,65%                               |
| Југословени                          | Југословени                          |                                      | 2                                    | 0,44%                                |
| Црногорци                            | Црногорци                            |                                      | 1                                    | 0,22%                                |
| Хрвати                               | Хрвати                               |                                      | 1                                    | 0,22%                                |
| Македонци                            | Македонци                            |                                      | 1                                    | 0,22%                                |
| непознато                            | непознато                            |                                      | 0                                    | 0,0%                                 |

| Година пописа     | 1948. | 1953. | 1961. | 1971. | 1981. | 1991. | 2002. |
| ----------------- | ----- | ----- | ----- | ----- | ----- | ----- | ----- |
| Број домаћинстава | 127   | 136   | 146   | 141   | 140   | 132   | 121   |

| Број чланова      | 1  | 2  | 3  | 4  | 5  | 6  | 7  | 8 | 9 | 10 и више | Просек |
| ----------------- | -- | -- | -- | -- | -- | -- | -- | - | - | --------- | ------ |
| Број домаћинстава | 26 | 25 | 10 | 15 | 15 | 15 | 10 | 4 | 0 | 1         | 3,68   |

| Пол    | Укупно | Неожењен/Неудата | Ожењен/Удата | Удовац/Удовица | Разведен/Разведена | Непознато |
| ------ | ------ | ---------------- | ------------ | -------------- | ------------------ | --------- |
| Мушки  | 179    | 28               | 130          | 18             | 3                  | 0         |
| Женски | 198    | 19               | 133          | 38             | 8                  | 0         |
| УКУПНО | 377    | 47               | 263          | 56             | 11                 | 0         |

| Пол    | Укупно                    | Пољопривреда, лов и шумарство | Рибарство                            | Вађење руде и камена | Прерађивачка индустрија       |
| ------ | ------------------------- | ----------------------------- | ------------------------------------ | -------------------- | ----------------------------- |
| Мушки  | 96                        | 49                            | 1                                    | 0                    | 24                            |
| Женски | 58                        | 38                            | 1                                    | 0                    | 5                             |
| УКУПНО | 154                       | 87                            | 2                                    | 0                    | 29                            |
| Пол    | Производња и снабдевање   | Грађевинарство                | Трговина                             | Хотели и ресторани   | Саобраћај, складиштење и везе |
| Мушки  | 2                         | 3                             | 8                                    | 0                    | 3                             |
| Женски | 0                         | 0                             | 3                                    | 0                    | 0                             |
| УКУПНО | 2                         | 3                             | 11                                   | 0                    | 3                             |
| Пол    | Финансијско посредовање   | Некретнине                    | Државна управа и одбрана             | Образовање           | Здравствени и социјални рад   |
| Мушки  | 0                         | 0                             | 0                                    | 3                    | 1                             |
| Женски | 0                         | 0                             | 0                                    | 4                    | 6                             |
| УКУПНО | 0                         | 0                             | 0                                    | 7                    | 7                             |
| Пол    | Остале услужне активности | Приватна домаћинства          | Екстериторијалне организације и тела | Непознато            | Непознато                     |
| Мушки  | 0                         | 0                             | 0                                    | 2                    | 2                             |
| Женски | 1                         | 0                             | 0                                    | 0                    | 0                             |
| УКУПНО | 1                         | 0                             | 0                                    | 2                    | 2                             |